# 6377 Cagney
Cagney (asteróide 6377) é um asteróide da cintura principal, a 2,2040982 UA. Possui uma excentricidade de 0,1591612 e um período orbital de 1 550,13 dias (4,25 anos).
Cagney tem uma velocidade orbital média de 18,39643406 km/s e uma inclinação de 15,45078º.
Este asteróide foi descoberto em 25 de Junho de 1987 por Antonín Mrkos.